# Viola stipularis
Espèce
Viola stipularis est une espèce de de plantes à fleurs du genre Viola (les violettes) et de la famille des Violaceae originaire d'Amérique centrale, d'Amérique du Sud et des Antilles.

## Synonymes
- Ionidium stipulare (Sw.) Roem. & Schult.
- Viola callosa Benth.
- Viola obliquifolia  Turcz.
- Viola begoniifolia Benth.

## Répartition et habitat
Viola stipularis est présente dans les maquis d'altitude du Pérou, Équateur, Colombie, Venezuela, Panama et Antilles, notamment en Guadeloupe.